# شصت و نهمین جوایز امی ساعات پربیننده
شصت و نهمین جوایز امی ساعات پربیننده (انگلیسی: 69th Primetime Emmy Awards) مراسمی است که برای تجلیل از بهترین برنامه‌های تلویزیونی پخش‌شده در ساعات پر بینندهٔ ایالات متحده آمریکا که بین ۱ ژوئن ۲۰۱۶ تا ۳۱ مه ۲۰۱۷ پخش شده‌اند، برگزار شد. متولی این برنامه آکادمی علوم و هنرهای تلویزیونی است، و در روز یکشنبه مورخ ۱۷ سپتامبر ۲۰۱۷ در تئاتر مایکروسافت واقع در لس آنجلس کالیفرنیا برگزار شد.